# 逐次均衡
逐次均衡（ちくじきんこう、英: sequential equilibrium）は、展開型ゲームのナッシュ均衡の精緻化のひとつで、デイヴィッド・クレプスとロバート・ウィルソンによるものである。逐次均衡は、各プレーヤーの戦略だけでなく、信念をも規定する。信念は、そのプレーヤーに属する情報集合のおのおのについて、その情報集合に含まれるノードの上の確率分布を与えるものである。戦略と信念との組はゲームのアセスメント (assessment) と呼ばれる。平たく言えば、アセスメントが逐次均衡であるとは、その信念を所与としてその戦略が合理的であり、かつ、その戦略を所与としてその信念が合理的である、という場合である。

## 整合的なアセスメント
信念を所与として戦略が合理的であるということの形式的な定義は単純である。各情報集合において戦略が期待利得を最大化しているということである。また、戦略を所与として正確率で到達しうる情報集合について、合理的な信念とはどのようなものかということの定義も、難しくない。そこに到達したという条件つきでの、情報集合のノードの上の条件つき確率分布に、信念がなっているべきということである。このことにはベイズルールの適用と必要とする。
戦略を所与として、到達する確率が 0 であるような情報集合において、合理的な信念とはどういうものかを定義することは、決して容易ではない。実際、このことがクレプスとウィルソンの主要な概念的貢献である。彼らの整合性の要請は次のとおりである：(均衡) アセスメントは、完全混合戦略プロファイルと、それに伴う上の意味での合理的信念との列の極限になっていなければならない。

## 他の均衡の精緻化との関係
逐次均衡は、部分ゲーム完全均衡および完全ベイズ均衡のさらなる精緻化である。逐次均衡自身は、展開型の摂動完全均衡とプロパー均衡によって精緻化を受けている。逐次均衡 (また展開型の摂動完全均衡) 戦略は、かならずしも許容的 (admissible) ではない。許容性 (admissibility) を保証する逐次均衡の精緻化には準完全均衡がある。